# Sigma Cassiopeiae
Désignations
Sigma Cassiopeiae (σ Cas / σ Cassiopeiae) est une étoile binaire de la constellation boréale de Cassiopée. Elle est visible à l'œil nu avec une magnitude apparente combinée de 4,88. D'après la mesure de sa parallaxe annuelle par le satellite Hipparcos, le système est distant d'approximativement ∼ 5 000 a.l. (∼ 1 530 pc) de la Terre. Il se rapproche du Système solaire à une vitesse radiale héliocentrique d'environ −13 km/s.

## Description
La composante primaire, désignée σ Cassiopeiae A, est classée comme une étoile sous-géante bleu-blanc de type spectral B2 IV. Sa magnitude de base est de 5,01, mais elle apparaît être une variable de type β Cephei. Son compagnon, σ Cassiopeiae B, est une étoile bleu-blanc de la séquence principale de type spectral B3 V et d'une magnitude de 7,24. En date de 2017, elle était localisée à une distance angulaire de 3,1 secondes d'arc et selon un angle de position de 326° par rapport à σ Cassiopeiae A.

## Nomenclature
σ Cassiopeiae, latinisé en Sigma Cassiopeiae, est la désignation de Bayer du système. Il porte également la désignation de Flamsteed de 8 Cassiopeiae.
En astronomie chinoise, Tau Cassiopeiae fait partie de l'astérisme de Tengshe (en chinois 螣蛇, Téng Shé), représentant un serpent aquatique.